# Eterm
Eterm es un emulador de terminal en color vt102 para el sistema de ventanas X Window System, programado principalmente por Michael Jennings. Está diseñado por y para Enlightenment. Este terminal es altamente configurable y hay una gran cantidad de temas disponibles para personalizarlo.
Su gran característica son las transparencias, implementadas mucho antes que otros terminales como el Gnome-terminal.